# KTM・200デューク
200デューク (200 Duke ) は、KTM Sportmotorcycle AGが2012年から製造するネイキッドバイクである。

## 概要
2011年の東京モーターショーで発表され、2012年3月より日本国内で販売が開始した。同じくKTMから販売されている125デュークの排気量を上げたモデルで、フレームも共通のものを使用している。
国内では250デュークが2015年に発売に伴い同年に販売が終了した。海外では2020年にフルモデルチェンジされたモデルが2023年現在も販売されている。

## 初代
200デュークは2011に販売が開始された125デュークのエンジンをベースに開発されており、ボア:ストローク=78:42に拡大されたエンジンを搭載している。また、吸気径をΦ33mmからΦ38mmへ拡大したことにより、200ccとは思えない軽快でパワフルな走りを楽しめる。 
サスペンション及びショックアブソーバーはそのパワーを存分に引き出せるように、前後共にWP製を装着している。 
2015年に250デュークと交代する形で日本からは姿を消したが、2016年以降のモデルも極少量ながら流通している。 
2011年 
- 東京モーターショーで発表。

2012年 
- 販売開始。日本国内では3月からKTMを取り扱う正規販売店にて販売が開始。(ABSなしモデル)　※レッドバロンで販売開始。

2013年
- ABSモデル販売開始。伴いフロートフォークにABSセンサーを留めるポルト穴が追加される。ブレーキホースがメッシュからゴムに変更。ヘッドライト内、タンク下にアクセサリー電源用カプラーが追加される。

2015年
- 燃料タンク容量が11ℓに変更。(2012型は10.5L。残警告は同じく1.5L)
- 標準シート高が800mmに変更。(2012型は810mm)
- ジェネレーターの容量が12V/230Wに変更。(2012型は12V/238W)
- クーラントの容量が1Lに変更。(2012型は0.85L)
- 日本国内向けの輸入を終了。以降在庫のみの販売となる。

2016年 
- マイナーチェンジ(ヘッドライトと周辺の意匠を変更)
- ABS無しのモデルが廃止。

2018年
- バッテリー型式がETZ-9からETZ-9-BSに変更。(2012型はインド製のSF SONIC社製のFTZ-7-BS)

2019年
- ローダウン用シートが追加。（シート高785mm）
- WP用のローダウンサスペンション及びショックアブソーバーが追加。

2020年
- フルモデルチェンジに伴い生産終了

## 2代目
2020年にフルモデルチェンジが発表（フレーム及び意匠の変更）。同年から順次販売開始。今回も125デュークや390デューク等と同一のフレームになったが、メーター周りは初代及び250デューク同様の液晶メーターになっている(125及び390デュークはフル液晶メーターに変更)。エンジンは25PSを維持したまま環境性能を向上させている。 
日本国内には2023年現在、正規販売はされていない。
先代からの細かい変更点
- ローダウンシート及びサスペンション/ショックアブソーバーの廃止。
- 電子制御(SUPER MOTO)の追加。
- ABS機能の向上。